# Université de médecine et pharmacie Victor-Babeș
L'université de médecine et pharmacie Victor-Babeș est une université publique fondée en 1944 et située à Timișoara, en Roumanie.